# 細身擬鱨
細身擬鱨，為輻鰭魚綱鯰形目鱨科的其中一種，為温帶淡水魚類，分布於亞洲中國淡水流域，體長可達17.3公分，棲息在底層水域，生活習性不明。
其种加词来源于拉丁文“gracilis”，意为“纤细的”。